# Amudarja

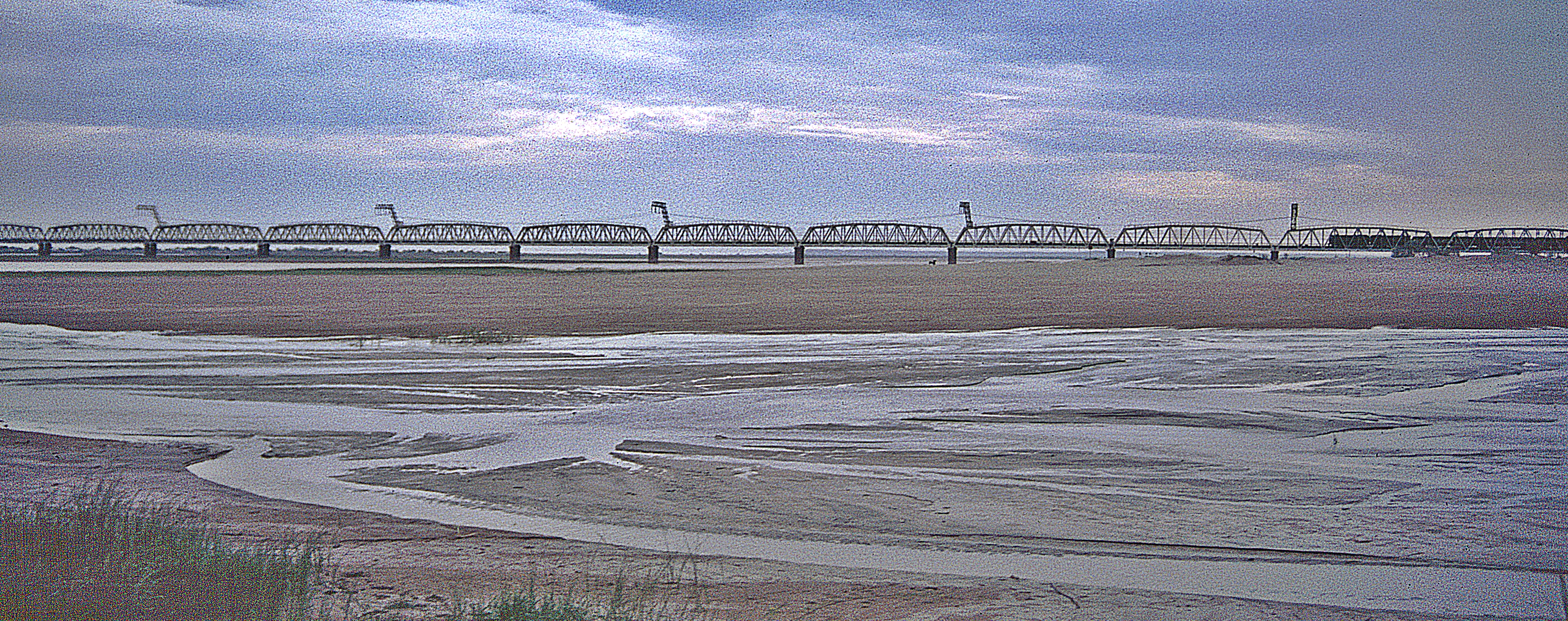
Amudarja bei Türkmenabat

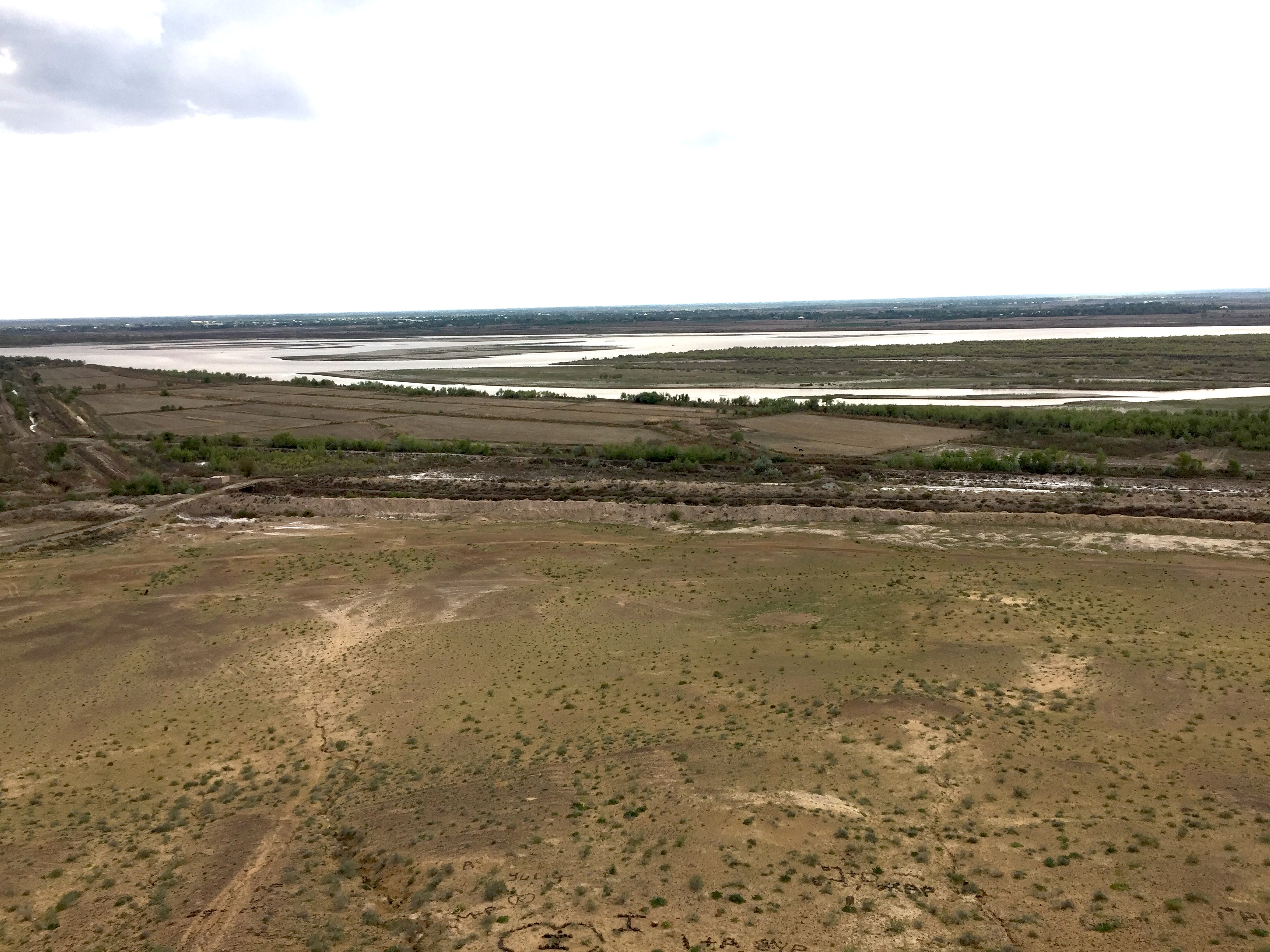
Amudarja in Karakalpakistan von der Shilpiq-Festung (Shilpiq Kala) aus gesehen

Der Amudarja oder Amudarya (auch Amu-Darja; persisch آمودریا), in der Antike Oxos oder Oxus, ist ein Fluss im westlichen Zentralasien. Die Länge betrug ehemals 1415 km, gemessen von der Vereinigung der beiden Quellflüsse bis zur Mündung in den Aralsee. Wegen übermäßiger Wasserentnahme versickert der Fluss heute in der Wüste, bevor er sein ehemaliges Mündungsgebiet erreicht.

## Schreibweisen und Namen
Neben der Schreibweise Amudarja wird auch die Schreibweise Amu Darja oder Amu-Darja verwendet. Von der englischen Schreibweise Amu Darya beeinflusst, sind auch Varianten mit y gebräuchlich: Amudarya, Amu-Darya, Amu Darya.
In mittelalterlichen Texten heißt dieser Fluss sowohl auf Arabisch wie auch auf Persisch Dschayhun (جيحون, DMG Ǧayḥūn), abgeleitet von Gihon, einem der vier Flüsse des Gartens Eden. Er ist ein in der iranischen Mythologie umkämpfter Grenzfluss zwischen Iran und Turan. Die auch im heutigen persischen Sprachgebrauch übliche Bezeichnung Āmūdaryā (آمودریا) ist eine Zusammensetzung der Wörter āmū(y) (آمو), Name einer sandigen Ebene in Transoxanien, und daryā (neu-persisch دريا, ‚Meer‘), das über mittelpersisch drayak vom altpersischen drayah (mit der Bedeutung „Meer“ oder „großer Wasserlauf“) abstammt. In anderen Sprachen lautet der Name dementsprechend: usbekisch Amudaryo; tadschikisch Омударё Omudarjo, turkmenisch Amyderýa, karakalpakisch Ámiwdárya, russisch Амударья Amudarja.
Auch im Türkischen wird der Fluss Ceyhun genannt. Dieser Name wird auch als männlicher Vorname verwendet (siehe Ceyhun).
In der Antike lautete der Name des Flusses griechisch Ὦξος (Oxos) beziehungsweise lateinisch Oxus. Mit dem Amudarja wird ferner der Flussname Wehrōd in sassanidischer Zeit identifiziert, der als einer der beiden Hauptflüsse im kosmogonischen Weltmodell des mittelpersischen Bundahischn vorkommt.
Für das Altpersische ist der Begriff *Waxšu (sprich Wachschu) rekonstruiert worden, der mit Vākhān (oder Wāchān; vgl. Wachandarja), dem altpersischen Namen der Region Wachan zusammenhängt. In Wakhi (Wāchi), der lokalen Sprache, trägt er noch heute den Namen Wux̌ (vgl. auch Wachsch).

## Flusslauf
Der Amudarja entsteht an der Grenze von Afghanistan und Tadschikistan aus der Vereinigung seiner Quellflüsse Pandsch und Wachsch und entwässert durch das Tiefland von Turan weiter Richtung Aralo-Kaspische Niederung. Der Zusammenfluss befindet sich in einem weitläufigen Tal.
Danach bildet der Oberlauf des Amudarja für ein kurzes Stück die Grenze Afghanistans zu Usbekistan, die bei Termiz von der Brücke der Freundschaft überquert wird, sowie Afghanistans zu Turkmenistan.
Südlich von Kerki, wo sich Grenze und Fluss trennen, zweigt der Karakumkanal nach Westen ab (⊙). Kurz danach, bei Kerki, zweigt nach Osten der Qarshikanal zum Talimardschan-Stausee ab. In nordwestlicher Richtung weiterfließend stellt der Amudarja nun die Grenze zwischen den Wüsten Karakum und Kysylkum sowie teilweise zwischen Usbekistan und Turkmenistan dar. In seinem Unterlauf bildet er die Großoase Choresmien und erreicht im usbekischen Karakalpakistan schließlich ein Binnendelta.
Bis vor wenigen Jahrzehnten mündete der Amudarja in den Aralsee. Heute erreicht er dessen noch verbliebene Reste nicht mehr; aufgrund der hohen Wasserentnahme und der gesteigerten Verdunstung (bedingt durch die Stauseen) versiegt der Fluss in der Wüste. Das entnommene und der Landwirtschaft zugeführte Wasser füllte dagegen den Sarykamyschsee auf.

## Flusslängen

Amudarja in Turkmenistan, Brücke bei Kerki

Der Amudarja war zusammen mit seinem linken Quellfluss Pandsch bis zur ehemaligen Mündung in den Aralsee 2539 km lang, zusammen mit dessen längstem Quellfluss Wachandarja sogar 2743 Kilometer. Vom Zusammenfluss der Quellflüsse Pandsch (1125 km lang) und Wachsch (524 km) bis zum Aralsee betrug die Länge 1415 km.
Seit den 1970er Jahren versiegte der Amudarja zeitweise vor dem Erreichen des Aralsees, seit den 1990er Jahren erreicht er den Aralsee nicht mehr. Die Aralsee-Restflächen sind heute im Südwestteil des ehemaligen Sees fast und im Südosten ganz verschwunden. Der seit 2007 unternommene Versuch, den ehemaligen See durch Einschränkung der Wasserentnahme aus den Zuflüssen langsam wieder zu füllen, beschränkt sich bisher auf den Syrdarja, der den heutigen Nördlichen Aralsee speist.

## Wasserhaushalt und Schiffbarkeit
Das Einzugsgebiet des Amudarja beträgt 465.000 km². Zwischen 1911 und 1960 wies der Fluss an seiner Mündung in den Aralsee noch eine Abflussmenge von durchschnittlich 1775 m³/s auf. Gegenwärtig wird bereits durch die am Quellfluss Wachsch errichteten Talsperren viel Wasser entnommen. In den Karakumkanal fließen jährlich 12 km³ (etwa 380 m³/s). Beim Durchqueren der Wüsten gehen schätzungsweise 40 % verloren, das waren vor 1970 im Jahresmittel 790 m³/s. Seit den 1970er Jahren entziehen Bewässerungsmaßnahmen im Mittel über 1580 m³/s. Dies hat zur Folge, dass der Amudarja inzwischen nach rund 2300 km Länge versiegt und den Aralsee somit nicht mehr erreicht, was dessen Austrocknung noch weiter fördert.
Derzeit (2023) baut Afghanistan einen neuen Kanal, den Kusch-Tepa-Kanal, der beim Ort Kuschtepa Wasser aus dem Amudarja in den Norden des Landes für Bewässerungszwecke ableiten soll. Die Breite des Kanals beträgt rund 100 Meter und er soll eine Länge von 285 Kilometern erreichen. Es werden massive Auswirkungen auf den Wasserhaushalt flussabwärts erwartet.
Der Amudarja ist bzw. war nur schwer schiffbar.

## Geschichte
Tektonische Bewegungen im Pliozän hoben und senkten die Region rund um den Aralsee. Diese veränderten den Verlauf der Flüsse. So floss der (Paläo-)Oxos durch den Ungus, den Usboi oder den Schelif-Darja nahe der afghanischen Grenze. Doch vor etwa 150.000 Jahren wandte er sich endgültig dem Aralsee zu.
Der Oxos gab der an seinen Ufern blühenden Oxos-Kultur und der antiken Landschaft Transoxanien ihren Namen; am Oberlauf des Flusses befand sich unter anderem das antike Land Baktrien. Namensgebend war der Fluss außerdem für die Mittelasiatische Kobra (Naja oxiana) und die sogdische Festung Petra Oxiana.
In der Antike diskutiert der Historiker Polybios (2. Jahrhundert v. Chr.) in seinem Geschichtswerk (10,48), an welcher Stelle der Fluss von den Nomaden überschritten werden kann. Laut einem seltsamen, wenn auch nicht unmöglichen Bericht konnten die Nomaden hinter einer Felswand an einem Wasserfall den Fluss überqueren. Einleuchtender schien ihm jedoch die eine zweite Quelle, die eine Überquerung des Flusses unterhalb des Katarakts über großen Felsplatten wahrscheinlich macht, wo der Amudarja/Oxos teilweise unterirdisch fließt.
Der Fundort des sogenannten Amudarja- oder Oxos-Schatzes lag am Amudarja, vermutlich in der Nähe der antiken Stadt Tacht-i Sangin südlich von Schahritus.

## Orte
Am Amudarja liegen unter anderem Termiz, Kerki, Türkmenabat, Beruniy (das alte Kath) und Nukus. Ungefähr 70 km vom Zusammenfluss von Pandsch und Wachsch entfernt liegt die afghanische Stadt Kundus. Auch Masar-e Scharif und Balch sind nicht weiter vom Fluss entfernt.